# Bảo tồn loài chim

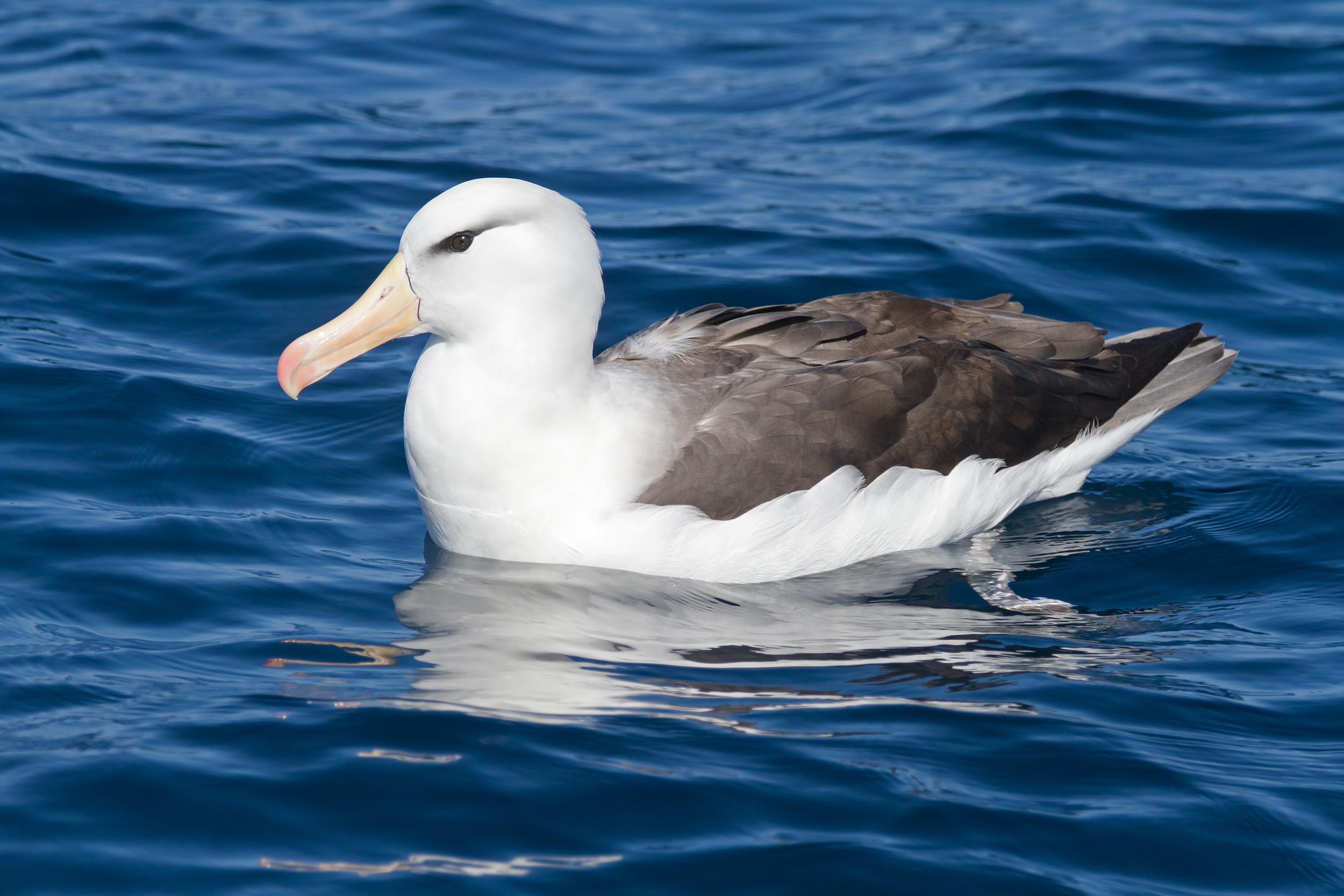
Bảo tồn loài hải âu biển Thalassarche melanophrys

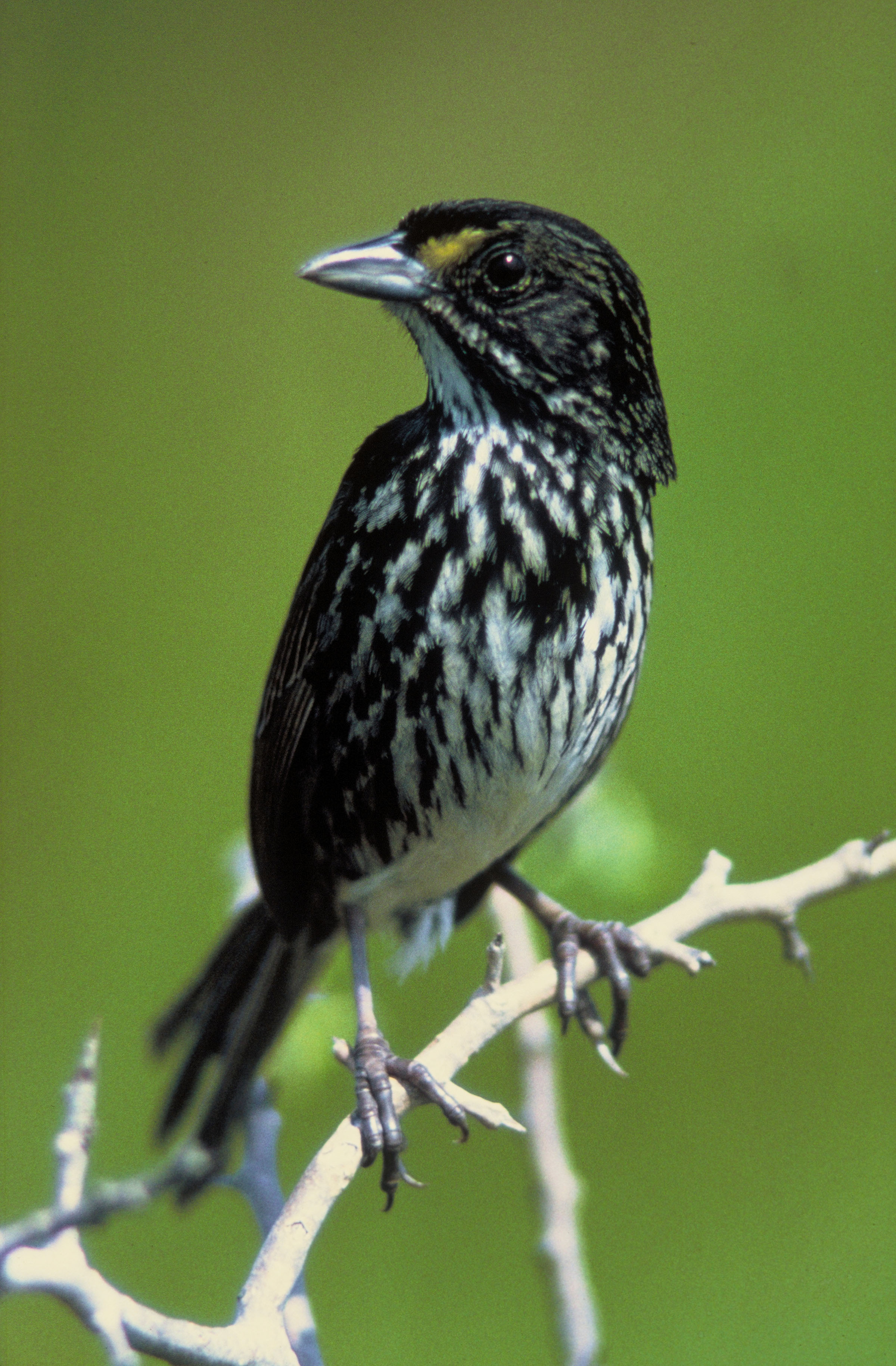
Sự tuyệt chủng của loài chim sẻ Dusky (Ammodramus maritimus nigrescens) bên bờ biển là do mất môi trường sống.

Bảo tồn loài chim (Bird conservation) là một lĩnh vực trong khoa học sinh học bảo tồn liên quan đến các loài chim bị đe dọa. Con người đã có ảnh hưởng sâu sắc đến nhiều loài chim, cũng gây ra nguy cơ tuyệt chủng cho nhiều loài chim. Hơn một trăm loài chim đã tuyệt chủng trong thời gian lịch sử, mặc dù những cuộc tuyệt chủng nghiêm trọng nhất do con người gây ra đã xảy ra ở Thái Bình Dương khi con người đặt chân đến và sinh sống ở các đảo Melanesia, Polynesia và Micronesia, trong đó ước tính có khoảng từ 750 đến 1.800 loài chim đã tuyệt chủng.
Theo Viện Worldwatch, nhiều quần thể chim hiện đang suy giảm trên toàn thế giới, với 1.200 loài phải đối mặt với nguy cơ tuyệt chủng trong thế kỷ tới. Lý do được nhắc đến lớn nhất xoay quanh việc mất môi trường sống. Các mối đe dọa khác bao gồm việc săn bắn và ăn thịt chim đến quá mức, tử vong do những con chim va chạm vào các công trình, đánh bắt cá, ô nhiễm môi trường, sự cạnh tranh và nguy cơ ăn thịt của mèo cưng thoát ra ngoài mồi trường thành những con mèo hoang, sự cố tràn dầu, sử dụng thuốc trừ sâu và biến đổi khí hậu. Các chính phủ, cùng với nhiều tổ chức bảo tồn thiện nguyện, làm việc để bảo vệ các loài chim theo nhiều cách khác nhau, bao gồm luật pháp, bảo tồn và phục hồi môi trường sống của các loài chim, và thiết lập các quần thể nuôi nhốt để tái sinh sản.
Theo một nghiên cứu công bố trên tạp chí Ecology Letters cho biết số lượng cá thể chim ở châu Âu giảm 421 triệu con so với 30 năm trước. Nguyên nhân là do môi trường sống quen thuộc không còn hoặc bị phá hủy và cách thức canh tác hiện đại nằm trong số những nguyên nhân chủ yếu dẫn đến tình trạng sụt giảm này. Khoảng 90% số cá thể chim bị suy giảm thuộc những loài phổ biến như gà gô lông xám, chiền chiện, chim sẻ và chim sáo. Trong khi đó, số lượng một số loài chim quý hiếm lại gia tăng do con người đã chú trọng hơn tới các công tác bảo tồn và có những biện pháp bảo vệ về mặt pháp lý hiệu quả, việc suy giảm nghiêm trọng số lượng những loài chim phổ biến cần phải được quan tâm thích đáng bởi những loài chim này là nhóm mang lại lợi ích sống chủ yếu cho con người.